# Піщано-Коледінська сільська рада
Піща́но-Коле́дінська сільська рада (рос. Песчано-Колединский сельский совет) — сільське поселення у складі Далматовського району Курганської області Росії.
Адміністративний центр — село Піщано-Коледіно.
Населення сільського поселення становить 1144 особи (2017; 1276 у 2010, 1482 у 2002).
31 жовтня 2018 року до складу сільського поселення була включена територія площею 90,35 км² ліквідованої Яснополянської сільської ради (село Ясна Поляна).

## Склад
До складу сільського поселення входять:
| Населений пункт       | Населення, осіб (2002) | Населення, осіб (2010) | Населення, осіб (2017) |
| --------------------- | ---------------------- | ---------------------- | ---------------------- |
| Піщано-Коледіно, село | 1002                   | 933                    | 855                    |
| Ясна Поляна, село     | 480                    | 343                    | 289                    |